# Aaron Burckhard
Aaron Burckhard (født 14. november 1963) er en amerikansk trommeslager, der primært er kendt for i 1987 kortvarigt at have spillet i det amerikanske grunge-band Nirvana.